# Чобану Андрій Стельянович
Андрій Стельянович Чобану — старший лейтенант Національної гвардії України, учасник російсько-української війни.

## Життєпис
Народився 24 вересня 1993 року в селі Оксамитне. На початку повномасштабного російського вторгнення разом з двома братами став до лав Національної гвардії України. 
Загинув 30 січня 2024 на Донеччині внаслідок артилерійського обстрілу.

## Нагороди
- Хрест бойових заслуг (17 травня 2024, посмертно) — за особисту мужність і самовідданість, виявлені у захисті державного суверенітету та територіальної цілісності України, сумлінне і бездоганне служіння Українському народові[4].
- Орден »За мужність» III ступеня (30 грудня 2023) — за особисту мужність і самовідданість, виявлені у захисті державного суверенітету та територіальної цілісності України, сумлінне та бездоганне служіння Українському народові[5].